# پایتخت ژاپن
پایتخت ژاپن (انگلیسی: Capital of Japan)، پایتخت فعلی ژاپن توکیو است. در طول تاریخ، پایتخت ملی در مکان‌هایی غیر از توکیو بوده است. قدیمی‌ترین پایتخت ژاپن نارا (ژاپن) است.

## تاریخ
به‌طور سنتی، مکان خانه امپراتور ژاپن پایتخت در نظر گرفته می‌شود. از سال ۷۹۴ تا ۱۸۶۸، امپراتور در هی‌آن-کیو، کیوتو امروزی زندگی می‌کرد.
پس از سال ۱۸۶۸، مقر دولت ژاپن و محل خانه امپراتور به ادو منتقل شد که نام آن را به توکیو تغییر داد. پس از سال ۱۸۶۸، مقر دولت ژاپن و محل خانه امپراتور به ادو منتقل شد که به توکیو تغییر نام داد.
در سال ۱۹۴۱، وزارت آموزش، فرهنگ، ورزش، علوم و فناوری "تعریف توکیو به عنوان پایتخت" (東京奠都 Tōkyō-tento) را منتشر کرد.

## قانون مدرن
در حالی که هیچ قانونی توکیو را به عنوان پایتخت ژاپن تعیین نکرده است، بسیاری از قوانین یک "منطقه پایتخت" (首都圏 shuto-ken) را تعریف کرده‌اند که توکیو را در بر می‌گیرد. در ماده ۲ قانون تلفیق منطقه پایتختی سال ۱۹۵۶ آمده است: «در این قانون، اصطلاح «منطقه پایتخت» به منطقه وسیعی اشاره می‌کند که هم قلمرو توکیو و هم مناطق دورافتاده تعیین‌شده توسط هیئت دولت ژاپن را شامل می‌شود» این بدان معناست که دولت، توکیو را به عنوان پایتخت ژاپن تعیین کرده است، اگرچه (دوباره) این موضوع به صراحت بیان نشده است، و تعریف «منطقه پایتخت» عمداً به شرایط آن قانون خاص محدود شده است.
قوانین دیگری که به این «منطقه پایتخت» اشاره می‌کنند عبارتند از قانون شرکت عمومی بزرگراه پایتخت (首都高速道路公団法) و قانون حفاظت از کمربند سبز منطقه پایتخت. (首都圏近郊緑地保全法).
این اصطلاح برای پایتخت هرگز برای اشاره به کیوتو استفاده نشد. در واقع، «شوتو» در طول دهه ۱۸۶۰ به عنوان یک حاشیه از اصطلاح انگلیسی «کاپیتال» مورد استفاده قرار گرفت.
وزارت آموزش، فرهنگ، ورزش، علوم و فناوری کتابی به نام تاریخ بازسازی در سال ۱۹۴۱ منتشر کرد. این کتاب به "تعیین توکیو به عنوان پایتخت" (東京奠都 Tōkyō-tento اشاره می‌کند.) بدون صحبت در مورد "انتقال پایتخت به توکیو" (東京遷都 Tōkyō-sento). یک کتاب درسی تاریخ معاصر بیان می‌کند که دولت میجی "پایتخت ("شوتو") را از کیوتو به توکیو منتقل کرد بدون استفاده از اصطلاح «سنتو».
پیشنهاد انتقال پایتخت در سال ۱۹۷۹ و ۱۶ سال بعد در سال ۱۹۹۵ طرح‌ریزی شد. پارلمان به انتقال پایتخت از توکیو به مکانی که بیش از ۱۸۰ مایل و چهل دقیقه دورتر از فرودگاه نباشد، رای داد که قرار بود در سال ۲۰۱۰ تکمیل شود. در سال ۱۹۹۹، سایت‌های زیر پیشنهاد شدند: استان‌های استان توچیگی و استان فوکوشیما، شمال توکیو. نامزد دوم استان‌های استان گیفو و استان آیچی در جنوب توکیو است. و هیئت، منطقه سوم را در نزدیکی پایتخت‌های باستانی، نارا، کیوتو، و استان‌های استان شیگا توصیه کرد. با این حال، برنامه‌ریزی برای جابجایی انجام نشد.
از سال ۲۰۰۷، جنبشی برای انتقال وظایف دولتی پایتخت از توکیو و در عین حال حفظ توکیو به عنوان پایتخت «دفاکتو» وجود دارد. به‌طور رسمی، این جابجایی به جای «انتقال پایتخت» به عنوان «جابه‌جایی پایتخت» یا «انتقال دایت ملی و سازمان‌های دیگر» شناخته می‌شود.
در سال ۲۰۲۳، دولت ژاپن دفتر امور فرهنگی را به کیوتو منتقل کرد. از زمانی که توکیو به عنوان پایتخت تعیین شد، این اولین باری بود که یک دفتر دولتی مرکزی به خارج از توکیو منتقل شد.

## پایتخت‌های تاریخی
- هیراایزومی، ایواته پایتخت دولت کاملاً مستقل فوجی‌وارای شمالی (اوشو) مستقر در منطقه توهوکو بود که قبایل امیشی را شکست داد. این سیاست زمانی وجود داشت که سیاست داخلی کیوتو از اقتدار کیوتو از ۱۱۰۰ تا ۱۱۸۹ جلوگیری کرد.
- هاکوداته پایتخت کوتاه مدت جمهوری ازو بود (۱۸۶۹)
- شوری پایتخت پادشاهی ریوکیو (۱۴۲۹–۱۸۷۹) و اوراسوئه، اوکیناوا پایتخت چوزان حداقل از سال ۱۳۵۰ پایتخت بود که قبل از پادشاهی ریوکیو بود.